# 栃木県道115号田沼唐沢山公園線
栃木県道115号田沼唐沢山公園線（とちぎけんどう115ごう たぬまからさわさんこうえんせん）は、栃木県佐野市内を通る県道である。
栃木県道141号唐沢山公園線と一体となった路線の様になっており、唐沢山レストハウス付近でそのまま接続する。

## 概要
- 指定：1961年（昭和36年）4月1日
- 距離：3.543km
- 起点：栃木県佐野市（田沼上町交差点＝国道293号交点）
- 終点：栃木県佐野市（唐沢山頂駐車場入口＝栃木県道141号唐沢山公園線）

## 交差する主な道路
- 栃木県道144号多田吉水線（佐野市栃本町）

## 沿線施設
- 東武鉄道佐野線 田沼駅
- 佐野市立栃本小学校
- 栃木県立田沼高等学校